# Hohberghorn
Das Hohberghorn (auch Hobärghorn) ist ein 4218 m ü. M. hoher, weitgehend überfirnter Gipfel in der Mischabelgruppe in den Walliser Alpen.
Die Erstbesteigung fand im August 1869 durch R. B. Heathcote mit den Führern Franz Biner, Peter Perren und Peter Taugwalder statt.
Das Hohberghorn wird hauptsächlich im Zuge der Überschreitung des Nadelgrats betreten.